# Luis Enrique (labdarúgó)
Luis Enrique Martínez García (Gijón, 1970. május 8. –) olimpiai aranyérmes spanyol válogatott labdarúgó, a Paris Saint-Germain edzője.

## Pályafutása

### Klubcsapatok
Pályafutását a Sporting de Gijón csapatánál kezdte, majd a két nagy spanyol klubban is szerepelt: először a Real Madridban öt szezonon, utána a rivális Barcelonában nyolc éven keresztül. A Barcelona csapatkapitánya is volt.
Az első három szezonjában a Barcelonánál 46 gólt szerzett a bajnokságban.
2004. augusztus 10-én bejelentette visszavonulását. Márciusban a 125 legnagyobb élő labdarúgó közé sorolták.

### Válogatott
Luis Enrique három világbajnokságon játszott: 1994, 1998 és 2002 (valamint az 1996-os Európa-bajnokságon), 62 mérkőzésen 12 gólt jegyzett a válogatottban. Tagja volt az 1992-es nyári olimpián győzelmet arató válogatottnak.

## Edzői pályafutása

### Barcelona B
2008. június 18-án visszatért Barcelonába a Barcelona B csapatához mint edző. Egykori barcelonai csapattársát, Josep Guardiolát váltotta, aki a nagy csapat edzője lett. Második szezonjában 11 év távollét után visszavezette a B csapatot a másodosztályba. 2011. március közepén bejelentette szezonvégi távozását a Barcelona B csapattól, annak ellenére, hogy még két év hátra volt a szerződéséből.

### AS Roma
2011. június 8-án megállapodást kötött a Serie A-ban szereplő Roma csapatával mint a klub új vezetőedzője. Kétéves szerződést írt alá, a személyzethez csatlakozott négy új tag is, köztük Iván de la Peña, aki két évig a rivális SS Lazio csapatában szerepelt.
2018. július 9-én hivatalossá vált, hogy Enrique lesz a spanyol válogatott új szövetségi kapitánya.

### Paris Saint-Germain
2023. július 5-én jelentette be érkezését a Paris Saint-Germain csapata, kétéves szerződést írt.

## Sikerei, díjai

### Real Madrid
- Spanyol bajnok: 1994–95
- Spanyol kupa győztes: 1992–93
- Spanyol szuperkupa győztes: 1993

### Barcelona
- Spanyol bajnok: 1997–98, 1998–99
- Spanyol kupa győztes: 1996–97, 1997–98
- Spanyol szuperkupa győztes: 1996
- Kupagyőztesek Európa-kupája győztes: 1996–97
- UEFA-szuperkupa bajnok: 1997

### Spanyolország
- Olimpiai játékok
  - aranyérmes: 1992

### Edzőként
- Spanyol bajnok: 2014–15, 2015–16
- Spanyol kupagyőztes: 2014–15, 2015–16, 2016–17
- UEFA-bajnokok ligája: 2014–15, 24–2025
- UEFA-szuperkupa: 2015
- FIFA-klubvilágbajnokság: 2015

## Játékos statisztikái

### Klub
| Klub             | Szezon           | Bajnokság | Bajnokság | Kupa  | Kupa  | Nemzetközi | Nemzetközi | Egyéb | Egyéb | Összesen | Összesen |
| Klub             | Szezon           | Meccs     | Gólok     | Meccs | Gólok | Meccs      | Gólok      | Meccs | Gólok | Meccs    | Gólok    |
| ---------------- | ---------------- | --------- | --------- | ----- | ----- | ---------- | ---------- | ----- | ----- | -------- | -------- |
| Sporting Gijón   | 1989–90          | 1         | 0         | -     | -     | -          | -          | -     | -     | 1        | 0        |
| Sporting Gijón   | 1990–91          | 35        | 14        | 9     | 3     | -          | -          | -     | -     | 44       | 17       |
| Sporting Gijón   | Összesen         | 36        | 14        | 9     | 3     | 0          | 0          | 0     | 0     | 45       | 17       |
| Real Madrid      | 1991–92          | 29        | 4         | 6     | 1     | 6          | 0          | -     | -     | 41       | 5        |
| Real Madrid      | 1992–93          | 34        | 2         | 6     | 0     | 8          | 1          | -     | -     | 48       | 3        |
| Real Madrid      | 1993–94          | 28        | 2         | 4     | 1     | 6          | 0          | 2     | 0     | 40       | 3        |
| Real Madrid      | 1994–95          | 35        | 4         | 2     | 0     | 6          | 0          | -     | -     | 43       | 4        |
| Real Madrid      | 1995–96          | 31        | 3         | 0     | 0     | 8          | 0          | 2     | 0     | 41       | 3        |
| Real Madrid      | Összesen         | 157       | 15        | 18    | 2     | 34         | 1          | 4     | 0     | 213      | 18       |
| Barcelona        | 1996–97          | 35        | 17        | 7     | 1     | 7          | 0          | 2     | 0     | 51       | 18       |
| Barcelona        | 1997–98          | 34        | 18        | 6     | 3     | 6          | 4          | 1     | 0     | 47       | 25       |
| Barcelona        | 1998–99          | 26        | 11        | 3     | 0     | 3          | 1          | 2     | 0     | 34       | 12       |
| Barcelona        | 1999–00          | 19        | 3         | 5     | 3     | 7          | 6          | 2     | 0     | 33       | 12       |
| Barcelona        | 2000–01          | 28        | 9         | 4     | 1     | 9          | 6          | -     | -     | 41       | 16       |
| Barcelona        | 2001–02          | 23        | 5         | 0     | 0     | 15         | 6          | -     | -     | 38       | 11       |
| Barcelona        | 2002–03          | 18        | 8         | 0     | 0     | 8          | 2          | -     | -     | 26       | 10       |
| Barcelona        | 2003–04          | 24        | 3         | 1     | 0     | 5          | 2          | -     | -     | 30       | 5        |
| Barcelona        | Összesen         | 207       | 73        | 26    | 8     | 60         | 27         | 7     | 0     | 300      | 109      |
| Karrier összesen | Karrier összesen | 400       | 102       | 53    | 13    | 94         | 28         | 11    | 0     | 558      | 144      |

### Válogatott[9]
| Válogatott    | Szezon   | Mérkőzés | Gólok |
| ------------- | -------- | -------- | ----- |
| Spanyolország | 1991     | 1        | 0     |
| Spanyolország | 1992     | 0        | 0     |
| Spanyolország | 1993     | 2        | 0     |
| Spanyolország | 1994     | 9        | 3     |
| Spanyolország | 1995     | 8        | 0     |
| Spanyolország | 1996     | 9        | 2     |
| Spanyolország | 1997     | 4        | 2     |
| Spanyolország | 1998     | 8        | 1     |
| Spanyolország | 1999     | 8        | 4     |
| Spanyolország | 2000     | 3        | 0     |
| Spanyolország | 2001     | 5        | 0     |
| Spanyolország | 2002     | 5        | 0     |
| Spanyolország | Összesen | 62       | 12    |

#### Válogatott góljai
| Luis Enrique góljai a válogatottban | Luis Enrique góljai a válogatottban | Luis Enrique góljai a válogatottban                | Luis Enrique góljai a válogatottban | Luis Enrique góljai a válogatottban | Luis Enrique góljai a válogatottban | Luis Enrique góljai a válogatottban               |
| ----------------------------------- | ----------------------------------- | -------------------------------------------------- | ----------------------------------- | ----------------------------------- | ----------------------------------- | ------------------------------------------------- |
| 1.                                  | 1994.07.02.                         | RFK Stadium, Washington, D.C., Egyesült Államok    | Svájc                               | 0–2                                 | 0–3                                 | 1994-es labdarúgó-világbajnokság                  |
| 2.                                  | 1994.11.16.                         | Sánchez-Pizjuán, Sevilla, Spanyolország            | Dánia                               | 3–0                                 | 3–0                                 | 1996-os labdarúgó-Európa-bajnokság (selejtező)    |
| 3.                                  | 1994.12.17.                         | Constant Vanden Stock Stadion, Brüsszel, Belgium   | Belgium                             | 1–4                                 | 1–4                                 | 1996-os labdarúgó-Európa-bajnokság (selejtező)    |
| 4.                                  | 1996.09.04.                         | Svangaskarð Stadion, Toftir, Feröer                | Feröer                              | 0–1                                 | 2–6                                 | 1998-as labdarúgó-világbajnokság-selejtező (UEFA) |
| 5.                                  | 1996.11.13.                         | Heliodoro Rodríguez López, Tenerife, Spanyolország | Szlovénia                           | 3–1                                 | 4–1                                 | 1998-as labdarúgó-világbajnokság-selejtező (UEFA) |
| 6.                                  | 1997.10.11.                         | El Molinón, Gijón, Spanyolország                   | Feröer                              | 1–0                                 | 3–1                                 | 1998-as labdarúgó-világbajnokság-selejtező (UEFA) |
| 7.                                  | 1997.10.11.                         | El Molinón, Gijón, Spanyolország                   | Feröer                              | 3–1                                 | 3–1                                 | 1998-as labdarúgó-világbajnokság-selejtező (UEFA) |
| 8.                                  | 1999.06.24.                         | Félix-Bollaert, Lens, Franciaország                | Bulgária                            | 2–0                                 | 6–1                                 | 1998-as labdarúgó-világbajnokság                  |
| 9.                                  | 1999.06.05.                         | El Madrigal, Villa-real, Spanyolország             | San Marino                          | 2–0                                 | 9–0                                 | 2000-es labdarúgó-Európa-bajnokság (selejtező)    |
| 10.                                 | 1999.06.05.                         | El Madrigal, Villa-real, Spanyolország             | San Marino                          | 6–0                                 | 9–0                                 | 2000-es labdarúgó-Európa-bajnokság (selejtező)    |
| 11.                                 | 1999.06.05.                         | El Madrigal, Villa-real, Spanyolország             | San Marino                          | 7–0                                 | 9–0                                 | 2000-es labdarúgó-Európa-bajnokság (selejtező)    |
| 12.                                 | 1999.09.04.                         | Ernst Happel Stadion, Bécs, Ausztria               | Ausztria                            | 1–3                                 | 1–3                                 | 2000-es labdarúgó-Európa-bajnokság (selejtező)    |

## Edzői statisztika
2021. november 14-én lett frissítve.
| Barcelona B   | spanyol  | 2008. május 26.    | 2011. június 8.   | 124 | 59  | 40 | 25 | 47.58 |
| Roma          | olasz    | 2011. június 8.    | 2012. május 13.   | 42  | 17  | 9  | 16 | 40.48 |
| Celta Vigo    | spanyol  | 2013. június 8.    | 2014. május 17.   | 40  | 15  | 7  | 18 | 37.5  |
| Barcelona     | spanyol  | 2014. május 19.    | 2017. május 29.   | 181 | 138 | 22 | 21 | 76.24 |
| Spanyolország | spanyol  | 2018. július 9.    | 2019. június 18.  | 8   | 6   | 0  | 2  | 75    |
| Spanyolország | spanyol  | 2019. november 19. | 2022. december 8. | 39  | 20  | 14 | 5  | 51.28 |
| összesen      | összesen | összesen           | összesen          | 434 | 255 | 92 | 87 | 58.76 |

## Fordítás
Ez a szócikk részben vagy egészben  a   Luis Enrique Martínez García című angol Wikipédia-szócikk fordításán alapul.  Az eredeti cikk szerkesztőit annak laptörténete sorolja fel. Ez a jelzés csupán a megfogalmazás eredetét és a szerzői jogokat jelzi, nem szolgál a cikkben szereplő információk forrásmegjelöléseként.